# خودکشی در سوئیس

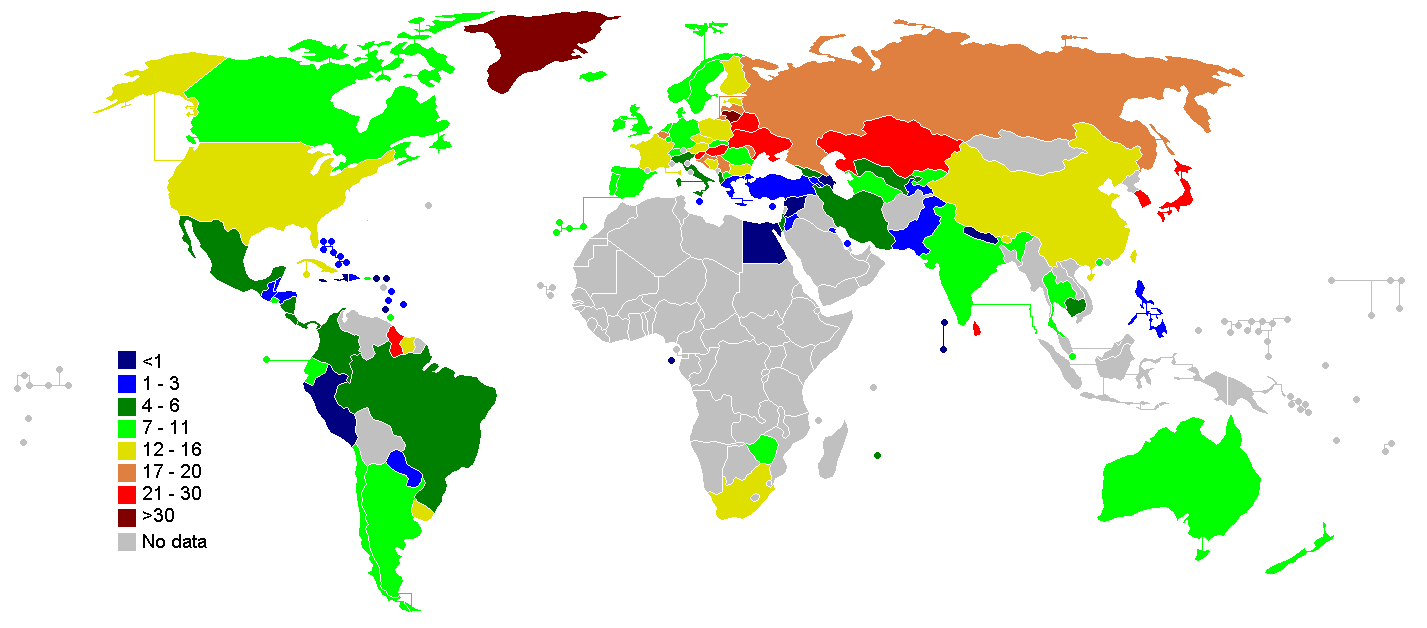
نرخ خودکشی سوئیس در هر ۱۰۰٬۰۰۰ تن در مقایسه با دیگر کشورها بر پایه داده‌های سازمان بهداشت جهانی تا سال ۲۰۱۲.

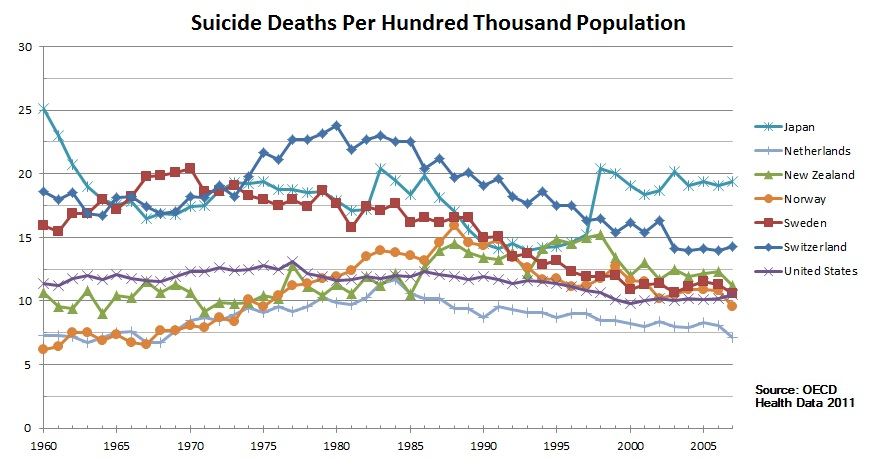
نمودار مرگ ناشی از خودکشی از ۱۹۶۰ تا ۲۰۰۷ در ژاپن، هلند، نیوزیلند، نروژ، سوئد، سوئیس و ایالات متحده آمریکا.

مردم سوئیس نسبت به دیگر کشورهای اروپا همچون نروژ، سوئد و انگلیس نرخ خودکشی بالاتری دارند. از دهه ۱۹۸۰ تاکنون آمار خودکشی کم‌تر شده‌است. به‌طور مثال در سال ۲۰۰۷، ۱۴٫۳ خودکشی در هر ۱۰۰٬۰۰۰ تن در این کشور ثبت شد که این رقم در سال ۱۹۸۴، ۲۲ تن بود.
خودکشی کمکی از ۱۹۴۱ تاکنون قانونی بوده؛ به این دو شرط که نخست می‌بایست توسط یک نفر غیر پزشک این کار انجام شود و دوم اینکه فرد انجام دهنده این عمل (کسی که به فرد دیگر برای خودکشی کمک می‌رساند) نمی‌بایست هیچ‌گونه منفعتی از مرگ آن فرد عایدش شود. قانون سوئیس پزشکان و خویشاوندان فرد را مجاز به انجام این عمل نمی‌داند. بسیاری برای پایان دادن به زندگی خود به این کشور سفر می‌کنند که باعث شده سوئیس یکی از مقاصد "گردشگران خودکشی" شناخته شود. این قانون از افرادی که به گونه‌ای بیماری لاعلاج دچارند حمایت می‌کند و نه الزاماً هرکه بخواهد خودکشی کند.
دیگر اشخاص سالم یا بیماری که به بیماری‌های غیر درمان‌ناشدنی همچون اختلال افسردگی اساسی نیز البته امکان خودکشی در این کشور را دارند اما نه از طریق خودکشی کمکی؛ چراکه خودکشی کمکی برای این دسته از افراد غیرقانونی است. سازمان دیگنیتاس که در زمینه خودکشی کمکی کار می‌کند، از درخواست‌دهندگان می‌خواهد (آنان را ملزم می‌کند) که برگه تاییدیه‌ای از پزشک خود بیاورند که نشاندهنده این باشد که آنان به گونه‌ای بیماری لاعلاج دچارند.

## تاریخچه
نرخ خودکشی از ۱۹۶۰ تا ۱۹۷۰ بسیار متفاوت می‌شد.